# دبي إنترناشيونال كابيتال
دبي انترناشيونال كابيتال (DIC) هي الذراع الاستثماري الدولي لدبي القابضة، وهي تكتل عالمي وصندوق ثروة سيادي لحكومة دبي وعائلتها الحاكمة. تستثمر مدينة دبي للإنترنت الأموال الخاصة نيابة عن دبي القابضة والعديد من كبار المستثمرين من الأطراف الثالثة حول العالم مع تفويض لبناء محفظة من الأصول المتنوعة دوليًا.[بحاجة لمصدر]
تأسست مدينة دبي للإنترنت عام 2004 ، وتستثمر في الأسهم العامة والخاصة من خلال ثلاثة أقسام:
- الملكية الخاصة: يستثمر في الشركات متوسطة الحجم في أوروبا وأمريكا الشمالية مع التركيز على عمليات الشراء الثانوية التي تشمل ترفيلوج،[1] مارلين للترفيه،[2] دونكاسترز،[3] ماوسر،[4] أليانس الطبية[5] والماتيس.[6]
- الأسواق الناشئة: يدير برنامجًا استثماريًا واسع النطاق عبر منطقة الشرق الأوسط وشمال إفريقيا، بما في ذلك المنظمات المحلية والصناديق والاستثمارات المشتركة والبنية التحتية ورأس المال التنموي.
- الأسهم العامة: تركز على الاستثمار في شركات فورتشن 500 من خلال 1.5 مليار دولار أمريكي خاضعة لرقابة سلطة دبي للخدمات المالية في صندوق الأسهم الاستراتيجية العالمية. استثمر الصندوق في قادة عالميين مثل سوني[7] وإيرباص.[8]